# گیلفورد فلیمز
گیلفورد فلیمز (به انگلیسی: Guildford Flames) یک تیم هاکی روی یخ است که در لیگ ایالتی انگلستان بازی می‌کند. این تیم در اکتبر ۱۹۹۲ تأسیس شده‌است. سرمربی گیلفورد فلیمز پال دیکسون است که پس از بازنشستگی استَن مارپل در سال ۲۰۰۷ هدایت این تیم را عهده‌دار شد.